# Mikrotom

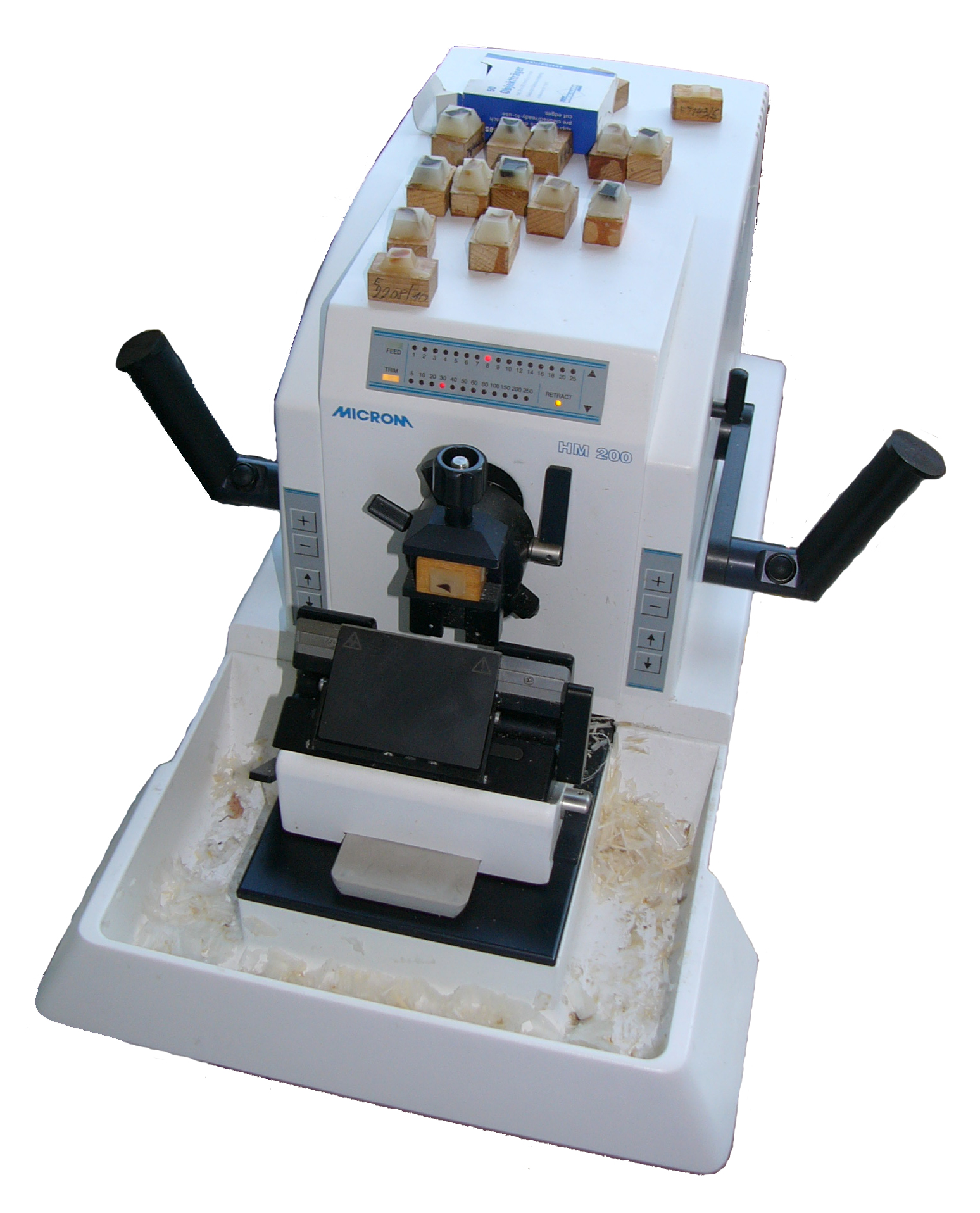
Elektrisk mikrotom modell Microm HM 200

Mikrotom (av grekiska mikros, liten, och tome, snitt) är en apparat som man bland annat använder inom histologin för att skära skivor av preparat med. Ett vasst stålblad skär preparatet i tunna skivor. Tjockleken på skivorna kan justeras med en halv mikrometers noggrannhet.
Det finns olika sorters mikrotomer. I en rotationsmikrotom är kniven fast och provet rörligt medan i en slädmikrotom är kniven rörlig och provet fast. Den kan antingen vara manuell eller automatisk. Automatiska ger alltid snitt av samma storlek och är dominerande idag. Den manuella gav ibland förslitningsskador.
Vid fryssnittning kallas mikrotomen kryostat och står i en frysbox. Har man stora preparat kan en storsnittsmikrotom användas. Andra varianter är ultramikrotom och lasermikrotom.

## Historik
I samband med mikroskopets utveckling gjorde sig alltmer gällande behovet av likformigt skurna, ytterst tunna snitt av de delar, som skulle undersökas. För åtskilliga arbeten erfordrades även så kallade seriesnitt, varigenom varje del av objektet bevarades och snitten kunde undersökas i samma ordning, som de ursprungligen intagit. För att underlätta skärandet använde man först ett stativ, i vilket objektet spändes fast, varefter man skar med en vanlig rakkniv (handmikrotom). Denna enkla apparat har så småningom utvecklats till en mikrotomer, vars konstruktionsprincip är att objektet genom en mikrometerskruv höjs ett känt stycke, vanligen några hundradels eller tusendels millimeter, som sedan skärs av med mikrotomkniven, som, löpande i en ränna (slädmikrotom), rörs genom en vev. På senare mikrotomer är kniven fast, och snitten görs därigenom, att objektet förs mot densamma, varvid inställningen av snittens tjocklek sker automatiskt. Föremålen, som ska skäras, är vanligen inbäddade i paraffin eller celloidin. Objekt, som inte tål inbäddning, kan skäras i fruset tillstånd, vilket kan åstadkommas genom avkylning med eter (frysmikrotom). Andra mikrotomer är så konstruerade, att preparatet kan skäras under vatten.